# Thomas Simons
Thomas Winston Simons Jr. (ur. 4 września 1938 w Crosby w stanie Minnesota) – amerykański polityk i dyplomata, były ambasador Stanów Zjednoczonych w Polsce.

## Życiorys
Pracował jako urzędnik ambasady w latach 1968–1971. Jako wykładowca powojennej historii Europy Wschodniej na Uniwersytecie Browna w latach poprzedzających misję w Polsce wywarł wpływ na rozwój zainteresowań naukowych Timothy'ego Snydera.
Jest autorem książek historycznych: The End of the Cold War? (1990), Eastern Europe in the Postwar World (1993) oraz Islam in a Globalizing World (1993). 
Odznaczony Krzyżem Komandorskim z Gwiazdą Orderu Zasługi Rzeczypospolitej Polskiej (1993).